# Polonia Restituta (rzeźba)
Polonia Restituta – rzeźba wykonana przez Franciszka Masiaka przedstawiająca postać kobiecą symbolizującą odrodzoną Polskę. Praca była wykonana na zorganizowaną w 1937 roku wystawę światową Sztuka i technika w Paryżu, gdzie wieńczyła polski pawilon. Autor rzeźby, Franciszek Masiak, otrzymał wówczas srebrną nagrodę. Zwieńczenie polskiego pawilonu alegoryczną rzeźbą Polonii wyrażającej radość z odzyskanej niepodległości miało swoją szczególną wymowę z uwagi na bliskość pawilonu niemieckiego i sowieckiego.
Po zakończeniu wystawy paryskiej rzeźba została przewieziona do Zakopanego (podobnie jak maszt sztandarowy Stanisława Hempla oraz panneau Zdrojowisko). W tym czasie (1938) na szczyt Gubałówki poprowadzono kolej linowo-terenową oraz oddano do użytku budynek restauracji. Tam też, na szczycie Gubałówki, ustawiona została rzeźba Franciszka Masiaka, gdzie przetrwała do czasów współczesnych. W 2012, po przeprowadzeniu prac konserwatorskich, była eksponowana na wystawie Sztuka wszędzie. Akademia Sztuk Pięknych w Warszawie 1904-1944 w warszawskiej Zachęcie, a następnie wróciła na Gubałówkę.
Według ustaleń Hanny Faryny-Paszkiewicz Franciszek Masiak stworzył również kilkanaście miniatur tej rzeźby, które przekazywano prominentnym osobom. Z informacji znajdujących się w archiwum Lecha Niemojewskiego wynika, że miały one trafić m.in. do ministrów Józefa Becka oraz Antoniego Romana.